# توماس سبيتزر (مؤلف)
توماس إدوارد سبيتر (ولد في 29 سبتمبر 1988 في فرايبورغ في بريسغاو) هو مؤلف ألماني وكوميدي ومنتج على الإنترنت.

## الحياة المبكرة
سبايتزر هو ابن الأستاذ الألماني والناشرManfred Spitzer.
نشأ في هوفجروند في أوبيرريد، بادن-فورتمبرغ، بوسطن، ماساتشوستس، يوجين، أوريغون، وأولم.
درس الرياضيات والاقتصاد والفلسفة في جامعة ريجنسبورغ من 2008 إلى 2012 وتخرج بدرجة بكالوريوس في العلوم.
لديه أربعة أشقاء.
في أكتوبر 2020، أعلن هو والكوميدية السويسرية Hazel Brugger أنهم يتوقعون طفلاً.
لقد تزوجا منذ عام 2020.
لديهم ابنتان.

## مهنة

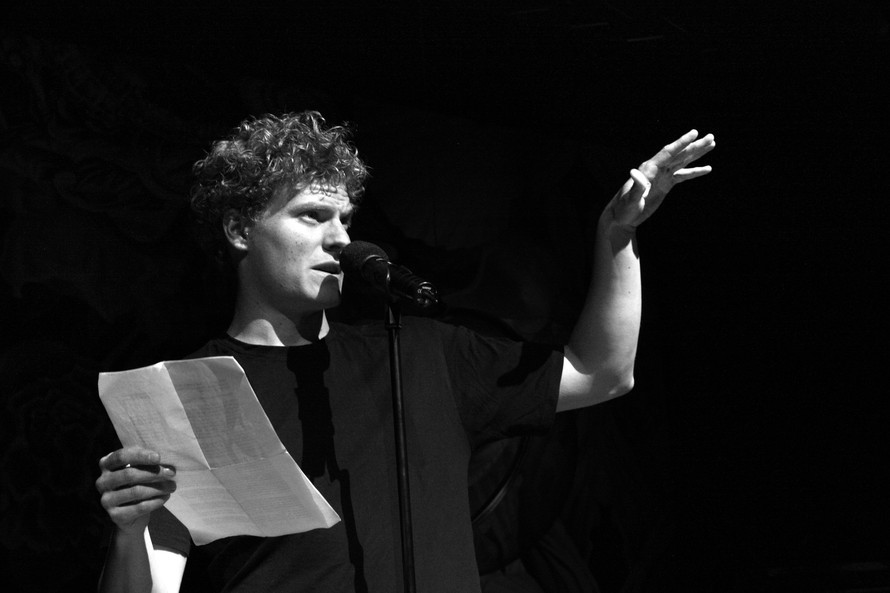
توماس سبيتزر في الشعر سلام راوس ميت دير سبراش في بون 2013

في عام 2009، كان لدى سبينزر أول تجربة له في مسابقة الشعر.
حتى الآن [[متى؟]] فاز بأكثر من 200 مسابقة شعرية في ألمانيا والنمسا وليختنشتاين وسويسرا.
في عام 2012، وصل إلى نصف النهائي في البطولات الألمانية في هايدلبرغ.
في عام 2015، حصل على المركز الثالث في البطولة البافارية في إنغولشتات.
لقد شارك أيضًا في مسابقة الكوميديا على قناة NDR.
في خريف عام 2016، فاز بجائزة نيت ووش للمواهب، وهي جائزة مهمة للممثلين الكوميديين الشباب في ألمانيا.
بعد ذلك، ظهر في صيغ كوميدية أكثر من مسابقات الشعر.
في صيف عام 2014، نشر كتابه الأول، نحن سعداء، زوايا أفواهنا تشير إلى ليلة النجوم كما هي عند أنجيلا ميركل عندما تؤدي وقفة يد.
في عام 2014، منحت المجتمع الإلكتروني ماذا تقرأ؟ جائزة "أكثر عنوان كتاب غير عادي" في معرض Leipzig للكتاب.
في خريف عام 2018 بدأ سبتر الكتابة لبرنامج اليوم في زي دي اف.[متى؟]

### المشاريع
في عام 2013 ، بدأ سبايتزر تنظيم بطولات الشعر الألمانية للصغار دون سن العشرين، بالتعاون مع منظم الفعاليات كو بيلانزكي.
أدى ذلك إلى المنافسة "ماستر أوف ذا يوني-فيرس" التي تُعقد منذ ذلك الحين في ريجنسبورغ، والتي جذبت 1500 زائر.
تُعقد الآن مرتين سنويًا، وكانت دائمًا مباعة بالكامل وقد شهدت العديد من المشاركين والضيوف المشهورين مثل هازيل بروغر، فيليكس لوبرخت، وفينسنت بففلين.
في صيف عام 2017، أطلق توماس بودكاست الكوميديا "كوميدي غولد" مع الكوميديان توماس شميت، وسرعان ما أصبح واحدًا من أشهر بودكاستات الفكاهة في ألمانيا.
يتم بثه كل يوم إثنين ولم يشهد أي انقطاع واحد منذ إطلاقه.
ألهم البودكاست فيليكس لوبرشت وتومي شميت لبدء بودكاستهم الناجح الآن "جمشكتس هاك" وسجلوا أول حلقة لهم باستخدام معدات سبايتزر.
يقوم سبايتزر بإدارة قناة يوتيوب هازل و توماس منذ عام 2019 مع هازل بروجر.
معا ينتجون سلسلة تُدعى "ألمانيا، ماذا يحدث؟" حيث يزورون أماكن مثيرة وغريبة في ألمانيا غالبًا مع أصدقاء وضيوف مشهورين.

## العمل المنشور
- إذا كنت ترغب في ذلك ، فأنت بحاجة إلى معرفة ما إذا كنت ترغب في ذلك. يتضمن قرص مضغوط. بيريبلانيتا ، برلين 2014, (ردمك 978-3-943876-78-9).
- يموت أوماديالوجي. أنسيشتبار-فيرلاغ ، ديدورف 2014, (ردمك 978-3-95791-006-6).
- (مع كاليب إردمان وديفيد فريدريش) بونت أوند ك. كونبريو ، ريغنسبورغ 2013, (ردمك 978-3-940768-40-7).
- (غوته) ، (شيلر) ، (تشيناكوهل). باستي إل أوشبي, كn 2016, (ردمك 978-3-404-60911-6).